# Dihydroksyaceton
Dihydroksyaceton (DHA) – organiczny związek chemiczny z grupy węglowodanów – trioz. Wśród cukrów zaliczanych do ketoz wyróżnia się najprostszą strukturą. Powstaje na początku rozkładu glukozy. Substancja używana głównie do produkcji samoopalaczy. Pierwotnie dihydroksyaceton stosowany był w leczeniu cukrzycy. Zabarwienie skóry po zastosowaniu kosmetyku zawierającego dihydroksyaceton jest wynikiem reakcji chemicznej z aminokwasami zawartymi w warstwie rogowej naskórka.